# John Hanning Speke
John Hanning Speke (4 de maig de 1827 - 15 de setembre de 1864) va ser un oficial de l'exèrcit britànic de l'Índia i explorador d'Àfrica, descobridor del naixement del riu Nil i del llac Victòria.

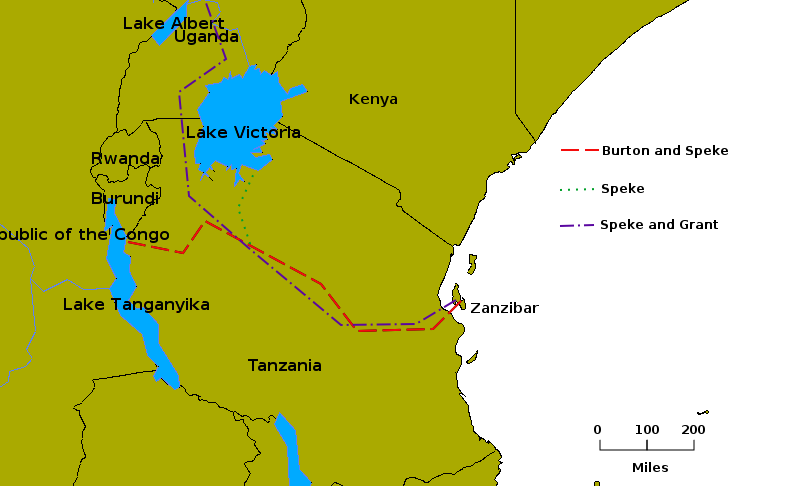
La ruta de l'expedició de Burton i Speke (1857-1858) i Speke i Grant (1863).

## Biografia
De jove Speke va servir al Punjab (Raj britànic) i va explorar l'Himàlaia. Va fer tres viatges d'exploració a Àfrica. També va ser el creador de l'"hipòtesi camita", una de les principals causes sospitoses del Genocidi de Ruanda.
En el seu primer viatge el 1854, es va unir al famós Richard Francis Burton per a una expedició a Somàlia. Malgrat les dificultats, tots dos van aconseguir arribar a la 'ciutat prohibida' de Harar.
Va fer dos viatges més a Àfrica amb Richard Francis Burton a la recerca de les fonts del riu Nil (1857 i 1858)
En el segon van descobrir el Llac Tanganyika. Per malaltia de Burton, Speke va continuar fins que va descobrir el llac Victòria que va assenyalar com a origen del Nil quan va tornar a Anglaterra tot sol, abans Burton.
Arran d'una polèmica amb Burton (que no acceptava que el Llac Victòria fos la font del Nil), va tornar-hi uns anys després (l'octubre de 1860) per a demostrar que els seus càlculs eren correctes, i aleshores va descobrir les Cascades Ripon i va intuir que era en aquell lloc on naixia el Nil. Aquest cop va tornar pel costat nord, encara que no va poder fer-ho seguint tot el curs del Nil després de problemes amb les tribus veïnes, va seguir la direcció nord fins Gondokoro (Sudàn) on es va trobar a Samuel Baker amb la seva esposa que anaven riu amunt, i va acabar de travessar Egipte per retornar a Anglaterra.
La discussió amb Burton es va originar arran del fet que Burton creia que el Nil naixia al llac Tanganyika. Speke li va dir que no podia ser, perquè aquest llac es troba a sota del nivell del Llac Victòria i que l'aigua no podia pujar (va determinar l'increment de nivell -uns 360m- per la diferència de la temperatura d'ebullició de l'aigua a ambdós llocs). Uns quants anys més tard Henry Morton Stanley va demostrar que Speke tenia raó.
Speke va morir en un sospitós accident de caça a Somerset per un tret del seu propi rifle, el matí del 18 de setembre de 1864, dia senyalat pel cara a cara amb Burton per provar la seva teoria, organitzat per la secció geogràfica de l'Associació britànica de Bath. Aquest fet va fer prevaler l'errònia teoria de Burton davant l'opinió pública fins que Henry M. Stanley la va rebatre el 1877.